# Ka-fe Beau
Ka-fe Beau ist eine Siedlung im Süden des Inselstaates Grenada in der Karibik. Die Siedlung ist fast unmittelbar mit dem Hauptort des Parish Saint George verbunden.

## Geographie
Der Ort liegt an der Westküste bei St. George’s in der Grand Anse Bay zwischen Mont Tout und Grand Anse.
Im Ort steht die Blessed Sacrament Church.